# Rezerwat przyrody Przęślin
Rezerwat przyrody Przęślin – rezerwat stepowy na terenie Nadnidziańskiego Parku Krajobrazowego w gminie Wiślica, w powiecie buskim, w województwie świętokrzyskim.
- Powierzchnia: 0,90 ha[2] (akt powołujący podawał 0,72 ha)
- Rok utworzenia: 1960
- Dokument powołujący: Zarządz. MLiPD z 28.03.1960; MP. 37/1960, poz. 186
- Numer ewidencyjny WKP: 028
- Charakter rezerwatu: częściowy
- Przedmiot ochrony: stanowiska roślinności stepowej oraz odsłonięcia gipsów grubokrystalicznych

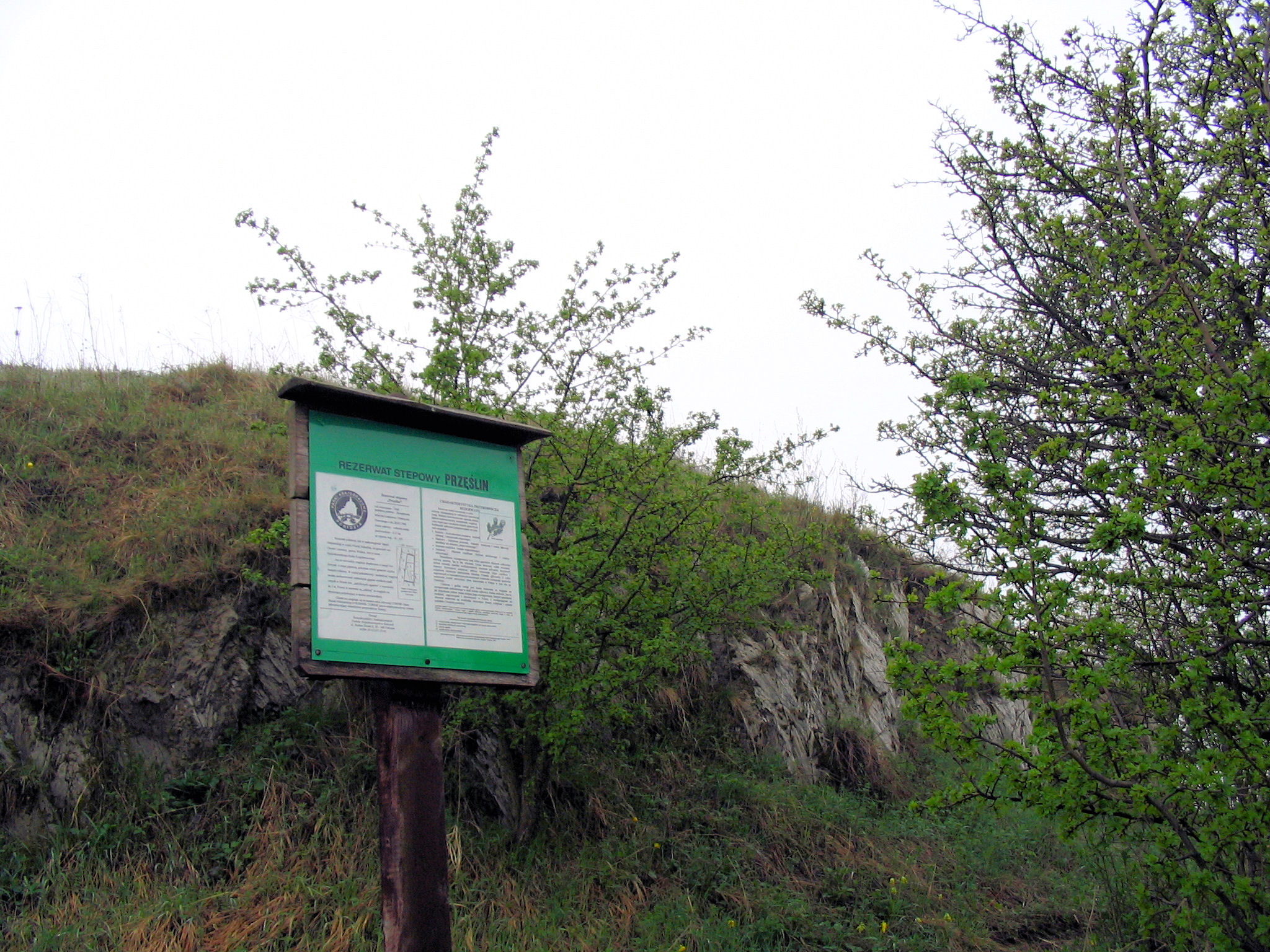
Widok ogólny

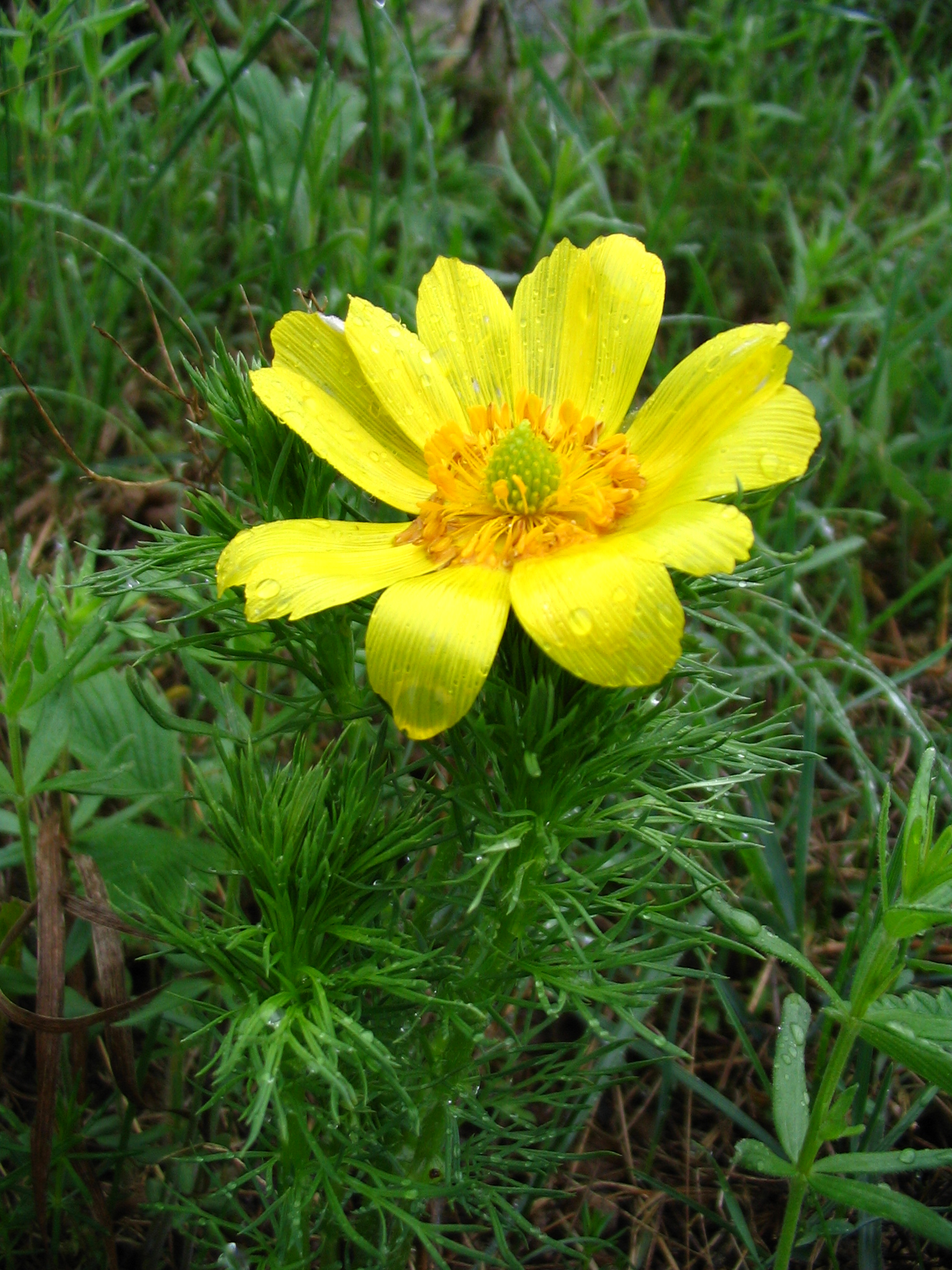
Miłek wiosenny (Adonis vernalis)

Rezerwat Przęślin mieści się na niewielkim wzgórzu, zbudowanym z margli kredowych z czapą gipsową, pośród gruntów użytkowanych rolniczo. Na południowym i zachodnim zboczu można zaobserwować tzw. jaskółcze ogony, czyli odsłonięcia gipsów wielkokrystalicznych o wysokości do trzech metrów (nazywane są także szklicą ze względu na połyskującą w słońcu powierzchnię).

## Fauna
W rezerwacie występuje jedyne w Polsce i jedno z trzech znanych na świecie stanowisk chrząszcza z rodziny ryjkowcowatych, ziołomirka stepowego (Donus nidensis) oraz stanowiska innych objętych ochroną gatunków owadów, między innymi modliszki zwyczajnej (Mantis religiosa) oraz piewika podolskiego (Cicadetta podolica).

## Flora
Na terenie rezerwatu znajduje się stanowisko gęsiówki uszkowatej (Arabis recta), jedno z dwóch znanych w Polsce. Roślina ta jest bardzo rzadka i zagrożona wyginięciem. Rosną tu również chronione: len włochaty (Linum hirsutum), miłek wiosenny (Adonis vernalis), zawilec wielkokwiatowy (Anemone sylvestris), wężymord stepowy (Scorzonera purpurea), ostnica włosowata (Stipa capillata) i częściowo chroniony pierwiosnek lekarski (Primula officinalis).
Przez rezerwat przechodzi  niebieski szlak turystyczny z Pińczowa do Wiślicy.